# Mosul (Matthew Michael Carnahan)
|  | No s'ha de confondre amb Mosul (Dan Gabriel). |

Mosul és una pel·lícula thriller i d'acció basada en fets reals en el context de la batalla de Mossul (2016-2017).